# Flarken (Färila socken, Hälsingland, 684462-149983)
Flarken är en sjö i Ljusdals kommun i Hälsingland och ingår i Ljusnans huvudavrinningsområde. Sjön har en area på 0,0243 kvadratkilometer och ligger 216,2 meter över havet.